# Bend-skin
Bend-skin é um tipo de música popular Camaronesa. Kouchouam Mbada é o mais conhecido grupo associado com o gênero. Vários outros artistas ao longo dos anos, contribuído para o crescimento e a popularidade de bend-skin. Ele está relacionado com manganbeu, e é tocado usando apenas tambores e maracas (muitas vezes feita a partir de latas de refrigerante), com uma vocalista que canta e raps. Muitas vezes é cantada em Medumba que é a linguagem do povo Bangangte e em muitos outros dialetos Bamileke.
O bend-skin se tornou popular em 1993, em meio a uma época de crise econômica. Embora ganhando espaço na maioria dos contextos urbanos em Camarões, bend-skin está intimamente associado com a Província Ocidental de Camarões (o povo Bamileke), que têm sido responsáveis por desenvolver e promover este gênero de música.
O gênero recuperou a aclamação popular no século 21 com artistas como Marole Tchamba, Keng Godefroy, Michael Kiessou, Featurist e muitos outros.